# Bürowirtschaft
Bürowirtschaft ist ein Unterrichtsfach an Berufsschulen und Handelsschulen. Sein Kürzel ist BU oder – inoffiziell – BüWi oder BÜW. In Nordrhein-Westfalen ist es seit Anfang des 21. Jahrhunderts in ein Fach zusammen mit Wirtschaftsinformatik und Textverarbeitung integriert; dieses neue Dreifachfach heißt Informationswirtschaft.
Unterrichtsinhalte sind
- Bürokommunikation mit Telekommunikation
- Vervielfältigungsverfahren mit Vergrößerung, Verkleinerung und Papierlaufrichtung
- Textverarbeitung in Bezug auf das Verfassen von Anfragen, Angeboten, Bestellungen, Bestellungsannahmen, Rechnungen, Mahnungen und Auftragsbestätigungen
- Bearbeitung von wirtschaftlichen Vorgängen anhand eines Modellbetriebes
- Tabellenkalkulation beispielsweise bei Angebotsvergleichen
- Zahlungsverkehr mit Überweisungsträgern
- Postbearbeitung
- Steuerwesen
- Schriftgutverwaltung mit verschiedenen Ablagen

Es werden Teilbereiche der Betriebswirtschaftslehre und Volkswirtschaftslehre berührt.